# Bahnhof Kruiningen-Yerseke
Der Bahnhof Kruiningen-Yerseke ist ein Bahnhof am Rand des Industriegebiets zwischen Kruiningen und Yerseke in der niederländischen Provinz Zeeland. Er liegt an der Zeeuwse Lijn (Seeland-Linie), die von Vlissingen über Roosendaal nach Amsterdam führt.
Der Bahnhof wurde 1868 eröffnet. Er verfügt über zwei Gleise sowie einen Mittelbahnsteig, an dem jeweils halbstündlich pro Richtung ein Intercity nach Amsterdam bzw. Vlissingen hält. Auf dem Vorplatz existiert ein großer Park & Ride-Parkplatz, welcher für die Reisenden gedacht war, die von Kruiningen weiter mit der Fähre nach Perkpolder, Zeeuws Vlaanderen auf die andere Scheldeseite übersetzen wollten; diese Verbindung existiert jedoch seit 2003 nicht mehr, da es in ca. 18 km Entfernung den Westerscheldetunnel gibt, weshalb der Parkplatz meistens eher mäßig in Gebrauch ist.

## Streckenverbindungen
Im Jahresfahrplan 2022 bedienen folgende Linien den Bahnhof Kruiningen-Yerseke:
| Zugtyp    | Linienverlauf | Frequenz |
| --------- | --- | --- |
| Intercity | Amsterdam Centraal – Amsterdam Sloterdijk – Haarlem – Leiden Centraal – Den Haag HS – Delft – Rotterdam Centraal – Dordrecht – Roosendaal – Kruiningen-Yerseke – Vlissingen | stündlich (fährt abends und am Wochenende halbstündlich und hält an allen Bahnhöfen zwischen Bergen op Zoom und Vlissingen) |
| Sprinter  | Roosendaal – Bergen op Zoom – Kruiningen-Yerseke – Goes – Middelburg – Vlissingen                                                                                           | stündlich (fährt nicht abends und am Wochenende)                                                                            |